# Пољијано (Асти)
Пољијано је насеље у Италији у округу Асти, региону Пијемонт.
Према процени из 2011. у насељу је живело 9 становника. Насеље се налази на надморској висини од 400 м.